# Falschfarbenfotografie

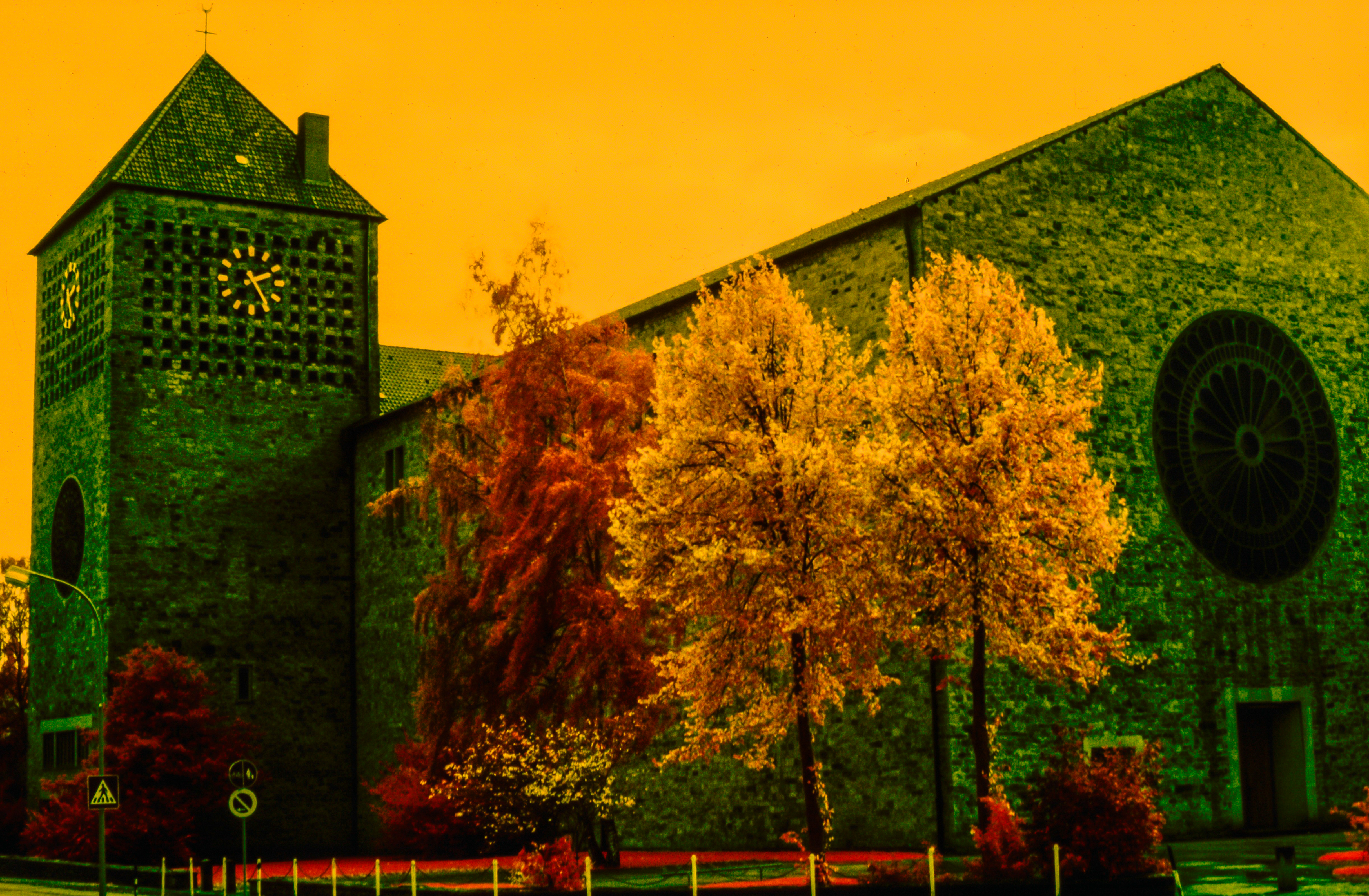
Aufnahme der Heilig-Kreuz-Kirche in Dülmen auf Infrarot-Farbdiafilm (mit Rotfilter) von 1981

Falschfarbenfotografie bezeichnet ein Verfahren, bei dem Filme eingesetzt werden, die für verschiedene im sichtbaren und im Infrarotbereich befindliche Spektralbereiche empfindlich sind.
Die für die Falschfarbenfotografie eingesetzten Filme ähneln im Aufbau konventionellen Diafilmen, jedoch ist eine der drei üblichen Schichten für den Infrarotbereich sensibilisiert. Ein typischer Vertreter dieser Filme, der auch auf dem Markt für Amateure zu erhalten war, war der Kodak Ektachrome Infrared Film.
Die Falschfarbenfotografie spielt in der Astronomie und in der Erdbeobachtung eine große Rolle, da mit ihrer Hilfe insbesondere unterschiedliche Vegetation dargestellt werden kann. Für künstlerische Zwecke und im Amateurbereich hat sie nur sehr geringe Bedeutung und gehört zu den eher experimentellen Techniken.